# Xã New Prairie, Quận Ward, Bắc Dakota
Xã New Prairie (tiếng Anh: New Prairie Township) là một xã thuộc quận Ward, tiểu bang Bắc Dakota, Hoa Kỳ. Năm 2010, dân số của xã này là 237 người.